# Sándor Wladár
Sándor Wladár (Budapeste, 19 de julho de 1963) é um nadador húngaro, campeão olímpico da prova dos 200 metros costas em Moscou 1980.
Foi eleito "Nadador Europeu do Ano" em 1981 pela revista Swimming World Magazine.
Depois de encerrar sua carreira na natação, foi jogador de polo aquático entre 1985 e 1987 por um clube húngaro.
Depois de se retirar definitivamente da carreira esportiva, abriu uma clínica veterinária com seu irmão Zoltán.